# Сент-Марі (парафія, Нью-Брансвік)
Сент-Марі (англ. Saint Mary) — парафія в Канаді, у провінції Нью-Брансвік, у складі графства Кент.

## Населення
За даними перепису 2016 року, парафія нараховувала 1972 особи, показавши скорочення на 1,8%, порівняно з 2011-м роком. Середня густина населення становила 8,3 осіб/км².
З офіційних мов обидвома одночасно володіли 1 550 жителів, тільки англійською — 210, тільки французькою — 210. Усього 15 осіб вважали рідною мовою не одну з офіційних.
Працездатне населення становило 61,4% усього населення, рівень безробіття — 15,1% (15% серед чоловіків та 15,3% серед жінок). 91,2% осіб були найманими працівниками, а 6,8% — самозайнятими.
Середній дохід на особу становив $33 579 (медіана $28 811), при цьому для чоловіків — $35 512, а для жінок $31 553 (медіани — $33 600 та $24 384 відповідно).
24,8% мешканців мали закінчену шкільну освіту, не мали закінченої шкільної освіти — 31,9%, 43,3% мали післяшкільну освіту, з яких 18,6% мали диплом бакалавра, або вищий.
| Статево-вікова структура населення | Статево-вікова структура населення | Статево-вікова структура населення | Статево-вікова структура населення | Статево-вікова структура населення |
| ---------------------------------- | ---------------------------------- | ---------------------------------- | ---------------------------------- | ---------------------------------- |
|                                    |                                    |                                    |                                    |                                    |
| Всього                             | Всього                             | 52,7%47,3%                         |                                    |                                    |
| 0 — 14 років                       | 0 — 14 років                       |                                    | 12,9%                              | 12,9%                              |
| 15 — 64 років                      | 15 — 64 років                      |                                    | 64,5%                              | 64,5%                              |
| 65 і більше                        | 65 і більше                        |                                    | 22,6%                              | 22,6%                              |
| 85 і більше                        | 85 і більше                        |                                    | 1,5%                               | 1,5%                               |
| Середній вік (років)               | Середній вік (років)               | 46,246,5                           | 46,3                               | 46,3                               |
| Медіана (років)                    | Медіана (років)                    | 50,8                               | 50,8                               | 50,8                               |
| — чоловіки — жінки                 |                                    |                                    |                                    |                                    |

| Походження мешканців:     | Походження мешканців:     | Походження мешканців: | Походження мешканців: | Походження мешканців: |
| ------------------------- | ------------------------- | --------------------- | --------------------- | --------------------- |
| Походження                |                           |                       | осіб                  | %                     |
| Корінні американці        | Корінні американці        |                       | 70                    | 3.57%                 |
| Інше північноамериканське | Інше північноамериканське |                       | 1 545                 | 78.83%                |
| Європейське               | Європейське               |                       | 940                   | 47.96%                |
| британське                | британське                |                       | 275                   | 14.03%                |
| французьке                | французьке                |                       | 710                   | 36.22%                |
| українське                | українське                |                       | 10                    | 0.51%                 |
| Латинськоамериканське     | Латинськоамериканське     |                       | 15                    | 0.77%                 |
| Карибське                 | Карибське                 |                       | 15                    | 0.77%                 |
| Африканське               | Африканське               |                       | 15                    | 0.77%                 |
| Азійське                  | Азійське                  |                       | 20                    | 1.02%                 |

| Зайнятість населення за галузями (за класифікацією NOC): | Зайнятість населення за галузями (за класифікацією NOC): | Зайнятість населення за галузями (за класифікацією NOC): | Зайнятість населення за галузями (за класифікацією NOC): | Зайнятість населення за галузями (за класифікацією NOC): |
| -------------------------------------------------------- | -------------------------------------------------------- | -------------------------------------------------------- | -------------------------------------------------------- | -------------------------------------------------------- |
|                                                          |                                                          |                                                          |                                                          |                                                          |
| Управління                                               | Управління                                               |                                                          | 6,5%                                                     | 6,5%                                                     |
| Бізнес, фінанси та адміністрування                       | Бізнес, фінанси та адміністрування                       |                                                          | 15,4%                                                    | 15,4%                                                    |
| Природничі та прикладні науки                            | Природничі та прикладні науки                            |                                                          | 2,5%                                                     | 2,5%                                                     |
| Охорона здоров'я                                         | Охорона здоров'я                                         |                                                          | 8,5%                                                     | 8,5%                                                     |
| Освіта, правозахист, муніципальні та урядові служби      | Освіта, правозахист, муніципальні та урядові служби      |                                                          | 9%                                                       | 9%                                                       |
| Роздрібна торгівля та послуги                            | Роздрібна торгівля та послуги                            |                                                          | 24,4%                                                    | 24,4%                                                    |
| Гуртова торгівля, транспорт та обладнання                | Гуртова торгівля, транспорт та обладнання                |                                                          | 23,9%                                                    | 23,9%                                                    |
| Природні ресурси, сільське господарство                  | Природні ресурси, сільське господарство                  |                                                          | 4%                                                       | 4%                                                       |
| Виробництво                                              | Виробництво                                              |                                                          | 7%                                                       | 7%                                                       |

## Клімат
Середня річна температура становить 5,2°C, середня максимальна – 23,5°C, а середня мінімальна – -15,5°C. Середня річна кількість опадів – 1 164 мм.
| Клімат поселення                              | Клімат поселення | Клімат поселення | Клімат поселення | Клімат поселення | Клімат поселення | Клімат поселення | Клімат поселення | Клімат поселення | Клімат поселення | Клімат поселення | Клімат поселення | Клімат поселення | Клімат поселення |
| Показник                                      | Січ.             | Лют.             | Бер.             | Квіт.            | Трав.            | Черв.            | Лип.             | Серп.            | Вер.             | Жовт.            | Лист.            | Груд.            |                  |
| Середній максимум, °C                         | −3,56            | −2,32            | 3,00             | 9,05             | 15,84            | 21,15            | 23,46            | 22,51            | 17,75            | 11,98            | 5,88             | −1,38            |                  |
| Середня температура, °C                       | −9,51            | −8,23            | −2,94            | 3,12             | 9,90             | 15,20            | 19,13            | 18,19            | 13,43            | 7,64             | 1,54             | −5,71            |                  |
| Середній мінімум, °C                          | −15,45           | −14,18           | −8,88            | −2,81            | 3,97             | 9,27             | 14,80            | 13,86            | 9,10             | 3,31             | −2,79            | −10,04           |                  |
| Норма опадів, мм                              | 107              | 88               | 100              | 90               | 101              | 97               | 102              | 86               | 88               | 96               | 105              | 104              |                  |
| Середньомісячна швидкість вітру, м/с          | 4.78             | 4.65             | 4.77             | 4.64             | 4.27             | 3.85             | 3.53             | 3.46             | 3.79             | 4.27             | 4.54             | 4.84             |                  |
| Середньомісячна сонячна радіація, кДж/м²·день | 5187             | 8594             | 12276            | 15154            | 18192            | 20187            | 20011            | 17541            | 13105            | 8281             | 4798             | 3908             |                  |
| --------------------------------------------- | ---------------- | ---------------- | ---------------- | ---------------- | ---------------- | ---------------- | ---------------- | ---------------- | ---------------- | ---------------- | ---------------- | ---------------- | ---------------- |
| Джерело:                                      |                  |                  |                  |                  |                  |                  |                  |                  |                  |                  |                  |                  |                  |